# Epitrix cucumeris
Pour les articles homonymes, voir Altise de la pomme de terre.
Espèce
Epitrix cucumeris, appelée aussi « l'altise de la pomme de terre », est une espèce d'insectes coléoptères de la famille des Chrysomelidae, présente seulement en Amérique. Les larves de ce petit insecte se nourrissent en creusant des galeries dans les racines et les tubercules de la pomme de terre.

## Synonyme
- Haltica cucumeris Harris, 1851